# 普恩德里
普恩德里（Pundri），是印度哈里亚纳邦Kaithal县的一个城镇。总人口17022（2001年）。

## 人口
该地2001年总人口17022人，其中男性9139人，女性7883人；0—6岁人口2415人，其中男1464人，女951人；识字率61.49%，其中男性为67.92%，女性为54.03%。